# Großer Bösenstein
Il Großer Bösenstein (2.448 m s.l.m. - detto anche Großer Pölsenstein) è una montagna dei Tauri di Wölz e di Rottenmann nelle Alpi dei Tauri orientali. Si trova in Stiria (Austria).

## Caratteristiche
Costituisce la massima elevazione dei Tauri di Rottenmann. Si trova lungo una cresta che ha direzione nord-sud. A sud del Großer Bösenstein si trova il Kleiner Bösenstein (2.395 m) mentre a nord vi è il Sonntagskarspitze (2.350 m).